# 1.Outside
1.Outside (pełny tytuł: 1.Outside – The Nathan Adler Diaries: A Hyper Cycle) – 21 album studyjny brytyjskiego muzyka Davida Bowiego, wydany 26 września 1995 w muzyce roku przez Virgin Records. Ambitny, quasi-industrialny w stylu miał być pierwszym z serii pięciu albumów wydawanych co roku do końca millenium. Zapowiadane tytuły dwóch następnych albumów w serii brzmiały Contamination i Afrikaan. Ostatecznie Bowie zarzucił ten pomysł. Jest to czwarty album wyprodukowany przez Briana Eno. 1.Outside opowiada o detektywie Nathanie Adlerze, wynajętym przez rząd do zbadania serii morderstw popełnionych w wymyślny sposób.

## Promocja albumu i tournée
Album promowały single i teledyski „The Hearts Filthy Lesson”, „Strangers When We Meet” oraz „Hallo Spaceboy” (słynący z remiksu Pet Shop Boys). Teledyski do pierwszych dwóch utworów wyreżyserował Samuel Bayer. We wrześniu 1995 Bowie rozpoczął trasę koncertową nazwaną Outside Tour. W USA koncerty Bowiego przebiegały równolegle z trasą Nine Inch Nails. NIN i Bowie (a także zespół Kevina McMahona – Prick) koncertowali tego samego wieczoru. Nine Inch Nails grali pierwsi, pod koniec setu umieszczając utwory z repertuaru Bowiego: „Subterraneans”, „Hallo Spaceboy” i „Scary Monsters (and Super Creeps)”, po czym David Bowie dołączał do grupy i śpiewał razem z Reznorem w utworach z repertuaru NIN: „Reptile” i „Hurt”. Potem grał David Bowie, a na końcu występował Prick.

## Lista utworów
1. „Leon Takes Us Outside” Leon Blank – 1:25
2. „Outside” Prologue – 4:04
3. „The Hearts Filthy Lesson” Detektyw Nathan Adler – 4:57
4. „A Small Plot of Land” Rezydenci Oxford Town, New Jersey – 6:34
5. „segue – Baby Grace (A Horrid Cassette)” Baby Grace Blue – 1:39
6. „Hallo Spaceboy” Paddy – 5:14
7. „The Motel” Leon Blank – 6:49
8. „I Have Not Been to Oxford Town” Leon Blank – 3:47
9. „No Control” Detektyw Nathan Adler – 4:33
10. „segue – Algieria Touchschriek” Algieria Touchshriek – 2:03
11. „The Voyeur of Utter Destruction (as Beauty)” Artysta/Minotaur – 4:21
12. „segue – Ramona A. Stone/I Am with Name” Ramona A. Stone i jej ministranci – 4:01
13. „Wishful Beginnings” Artysta/Minotaur – 5:08
14. „We Prick You” Członkowie sądu – 4:33
15. „segue – Nathan Adler” Detektyw Nathan Adler – 1:00
16. „I’m Deranged” Artysta/Minotaur – 4:31
17. „Thru' These Architect's Eyes” Leon Blank – 4:22
18. „segue – Nathan Adler” Detektyw Nathan Adler – 0:28
19. „Strangers When We Meet” Leon Blank – 5:07
20. „Get Real” (wydanie japońskie) – 2:49

Kursywą zaznaczono, kto jest podmiotem lirycznym w poszczególnych utworach na płycie.

## Alternatywne edycje
Kolejna wersja płyty, zatytułowana Excerpts from Outside, została wydana jako LP w 1995 i 1996 roku ponownie jako version 2, w nieco odmiennych edycjach w Japonii, Europie i Australii. W Europie edycja wydana przez BMG nie zawierała utworu „Wishful Beginnings”, zamiast niego znalazł się remiks Pet Shop Boys utworu „Hallo Spaceboy”. W Australii i Japonii version 2 była wydana jako dwupłytowy album, zawierający drugą płytę z remiksami i nagraniami na żywo, wydanymi wcześniej na singlach promujących album. W 2004 roku ukazała się kolejna dwupłytowa, limitowana edycja albumu.
Excerpts from Outside
1. „Leon Takes Us Outside” (edytowany) – 0:24
2. „Outside” – 4:04
3. „The Hearts Filthy Lesson” – 4:57
4. „A Small Plot of Land” – 6:34
5. „segue – Baby Grace Blue (A Horrid Cassette)” – 1:39
6. „Hallo Spaceboy” – 5:14
7. „The Motel” (edytowany) – 5:03
8. „I Have Not Been to Oxford Town” – 3:47
9. „The Voyeur of Utter Destruction (as Beauty)” – 4:21
10. „segue – Ramona A. Stone/I am with Name” – 4:01
11. „We Prick You” – 4:33
12. „Segue – Nathan Adler” – 1:00
13. „I’m Deranged” – 4:31

Australijska płyta bonusowa – version 2
1. „Hallo Spaceboy” (Pet Shop Boys Remix) – 4:26
2. „Under Pressure” (na żywo)” – 4:08
3. „Moonage Daydream” (na żywo)” – 5:29
4. „The Man Who Sold the World” (na żywo)” – 3:35
5. „Strangers When We Meet” (edytowany)” – 4:21
6. „The Hearts Filthy Lesson” (Bowie Mix)” – 4:56

W japońskiej wersji bonus disc zawierał „The Heart’s Filthy Lesson (Rubber Mix)” w miejsce „The Hearts Filthy Lesson (Bowie mix)”.
Limitowana dwupłytowa edycja z 2004 roku
1. „The Hearts Filthy Lesson” (Trent Reznor Alternative Mix) – 5:20
2. „The Hearts Filthy Lesson” (Rubber Mix) – 7:41
3. „The Hearts Filthy Lesson” (Simple Text Mix) – 6:38
4. „The Hearts Filthy Lesson” (Filthy Mix) – 5:51
5. „The Hearts Filthy Lesson” (Good Karma Mix by Tim Simenon) – 5:00
6. „A Small Plot of Land (Basquiat)” – 2:48
7. „Hallo Spaceboy” (12” Remix) – 6:45
8. „Hallo Spaceboy” (Double Click Mix) – 7:47
9. „Hallo Spaceboy” (Instrumental) – 7:41
10. „Hallo Spaceboy” (Lost in Space Mix) – 6:29
11. „I am with Name” (Album Version) – 4:01
12. „I’m Deranged” (Jungle Mix) – 7:00
13. „Get Real” – 2:49
14. „Nothing to be Desired” – 2:15

## Pozostałe
Utwór „The Hearts Filthy Lesson” wykorzystano w napisach końcowych filmu Se7en Davida Finchera. „I’m Deranged” znalazł się na ścieżce dźwiękowej filmu Zagubiona autostrada Davida Lyncha za sprawą Trenta Reznora, odpowiedzialnego za stronę muzyczną obrazu.
Kilka outtake’ów powstało częściowo jako efekt 3,5-godzinnej jam session Davida Bowiego, Briana Eno i innych muzyków zaangażowanych w projekt. Bowie chciał z początku wydać surowe wersje utworów na dwupłytowym albumie, ale żadna wytwórnia nie chciała podjąć ryzyka wydania podobnie niekomercyjnego materiału. Część materiału wyciekła do Internetu i dostępna jest w sieciach p2p jako pliki mp3 lub FLAC. Reeves Gabrels w jednym z wywiadów podał tytuły utworów które nie znalazły się na płycie: „The Enemy is Fragile” i „We Creep Together”.

## Personel
- David Bowie: głos, saksofon, gitara, keyboard
- Brian Eno: syntezatory
- Reeves Gabrels: gitara
- Erdal Kizilcay: bas, keyboard
- Mike Garson: fortepian
- Sterling Campbell: perkusja
- Carlos Alomar: gitara rytmiczna
- Joey Baron: perkusja
- Yossi Fine: gitara basowa
- Tom Frish: dodatkowa gitara w „Strangers When We Meet"
- Kevin Armstrong: dodatkowa gitara w „Thru' These Architect's Eyes"
- Bryony, Lola, Josey i Ruby Edwards: chórki w „The Heart’s Filthy Lesson” i „I Am With Name"